# Уракан
«Урака́н» (полное название — исп. Club Atlético Huracán, испанское произношение: [uɾaˈkan]) — аргентинский футбольный клуб из Буэнос-Айреса.

## История
Клуб был официально основан 1 ноября 1908 года, хотя первые упоминания о команде были 25 мая 1903 года. В 1920-е годы «Уракан» был одним из сильнейших клубов Аргентины, четырежды став чемпионом страны. Однако с 1931 года в Аргентине ввели профессионализм и прежние чемпионства перестали считаться.
Единственный титул чемпиона Аргентины в профессиональную эпоху команда выиграла в 1973 году (Метрополитано) под руководством Сесара Менотти. В следующем розыгрыше Кубка Либертадорес команда дошла до полуфинала.
В 1990 и 2000 годах клуб становился чемпионом во Втором дивизионе.
В 2014 году «Уракан» под руководством Нестора Апуссо стал обладателем Кубка Аргентины, получив путёвку в Кубок Либертадорес 2015. В том сезоне команда выступала лишь во Втором дивизионе и по его итогам «Уракан» занял пятое место, но набрал одинаковое количество очков с «Атлетико Тукуманом». В стыковом матче с этой командой «Эль-Глобо» сумели победить в дополнительное время со счётом 4:1 и вернуться в элитный дивизион чемпионата Аргентины.
В 2015 году «Уракан» вернулся в Кубок Либертадорес. На предварительной стадии «Уракан» легко обыграл перуанскую «Альянсу», но выйти из группы не смог, заняв лишь третье место. Кроме того, «Уракан» обыграл чемпиона страны, «Ривер Плейт», в матче за Суперкубок Аргентины, завоевав путёвку в Южноамериканский кубок 2015. В чемпионате Аргентины 2015 команда выступила неудачно, заняв место в нижней части турнирной таблицы. Однако «шар» сумел дойти до полуфинала ЮАК-2015. Поскольку ещё одной аргентинской командой, добравшейся до этой стадии, стал «Ривер Плейт», победитель Кубка Либертадорес 2015, «Уракан» получил путёвку в Кубок Либертадорес 2016 как лучшая аргентинская команда во втором по значимости континентальном турнире, вне зависимости от результата полуфинала с «Ривером».
Самым большим соперником «Уракана» является «Сан-Лоренсо де Альмагро».
Также «Уракан» считается «могильщиком» аргентинских грандов, в самые неподходящие для них моменты обыгрывающий их. Особенно неудобным соперником «Уракан» является для «Ривер Плейта» — несколько раз в истории проигрыши или потери очков в решающих стадиях чемпионата Аргентины от «Уракана» не позволяли «Риверу» стать чемпионом страны.

## Титулы и достижения
- Чемпионы Аргентины (1): 1973 (Метрополитано)
- Чемпионы Аргентины до 1930 (любительский уровень) (4): 1921, 1922, 1925, 1928
- Обладатель Кубка Аргентины (1): 2014
- Обладатель Суперкубка Аргентины (1): 2014
- Полуфиналист Кубка Либертадорес (1): 1974
- Финалист Южноамериканского кубка (1): 2015

## Тренеры
- Нестор Апуссо (2005, 2011, 2012, 2013, 2014—2015)
- Альфио Басиле (1982)
- Эктор Купер (1994—1995)
- Сесар Менотти (1971—1974)
- Адольфо Педернера (1952, 1954, 1956, 1957, 1970)
- Нестор Росси (1959, 1962, 1969, 1981)
- Гильермо Стабиле (1939, 1943, 1949)
- Нельсон Чабай (1977, 1995—1996)